# 粗齒革葉紫萁
粗齒革葉紫萁（学名：Osmunda banksiifolia）为紫萁科紫萁屬下的一个种。

## 扩展阅读
- 維基物種上的相關：粗齒革葉紫萁